# Juliana de Almeida e Oyenhausen

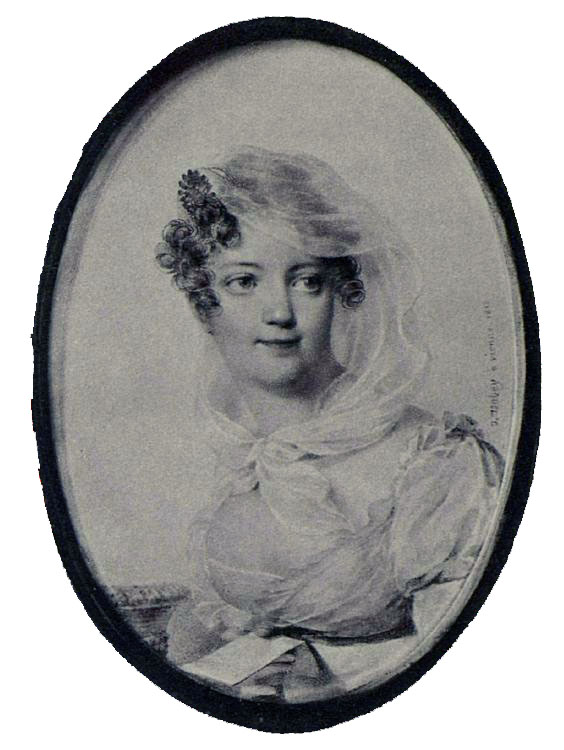
Julia Stroganova

Juliana de Almeida e Oyenhausen, senare Julia Stroganova, född i Wien 20 augusti 1782, död 1864, var en rysk hovdam. Hon var mätress till Jean-Andoche Junot, Frankrikes regent i Portugal 1807–1808, och hade som sådan en del inflytande. 
Hon var dotter till den tyske greven Karl August d'Oyenhausen-Gravenburg, Portugals ambassadör i Wien, och den berömda konstnären och salongsvärdinnan Leonora d'Almeida d'Alorna. Hon föddes i Wien, men familjen återvände till Portugal 1785, där hennes mor blev hovdam och berömd för sin salong och sin verksamhet som poet och målare. 
Julia gifte sig år 1800 med kammarherren José Maria de Aires, greve d'Ega, Portugals ambassadör i Spanien. Vid spanska hovet hade hon ett förhållande med Rysslands ambassadör i Spanien, baron Grigory Stroganov. Hon återvände till Portugal med sin make år 1807. När Portugal ockuperades av Frankrike anslöt sig d'Ega till ockupationsmakten och fick en post i den franska regeringen i Portugal, som leddes av Jean-Andoche Junot. Hon inledde ett förhållande med Junot, som gjorde henne till sin officiella älskarinna. När den franska ockupationen upphörde flydde paret till Frankrike, och bosatte sig sedan i Italien med pension från Napoleon. 
I Italien återsåg hon 1811 Stroganov, och återupptog sitt förhållande med honom: när Stroganov utsågs till Rysslands ambassadör i Sverige följde hon med honom. Hon följde honom 1821 till Ryssland. Där väckte deras samboförhållande skandal. När Stroganovs maka avled 1824, gifte sig slutligen paret: vigseln ägde rum efter en pik från tsaren, som underförstått gjorde Stroganov till greve i stället för baron i utbyte. Som officiell medlem av societeten i St Petersburg umgicks hon vid hovet, blev en modeikon och så småningom finansiär av poeter och en filantrop som 1840 grundlade en serie barnhem. 